# Michele Zalopany
Michele Zalopany (* 1955) je americká výtvarnice. Významné jsou například její velkoformátové kresby uhlem na papír. Dále tvoří akvarely fotografií a reprodukcí. Narodila se v Detroitu ve státě Michigan a v roce 1959 se s rodinou přestěhovala na Havaj, ale již následujícího roku se vrátila do rodného města. V letech 1973 až 1974 studovala na Columbus College of Art and Design a v letech 1976 až 1978 na Clevelandském institutu umění. V roce 1981 získala titul B.A. V roce 1989 bylo její dílo uvedeno na výstavě Whitney Biennial.